# Mimas (chi bướm)
Mimas là một chi bướm đêm thuộc họ Sphingidae.

## Các loài
- Mimas christophi - (Staudinger 1887)
- Mimas tiliae - (Linnaeus 1758)

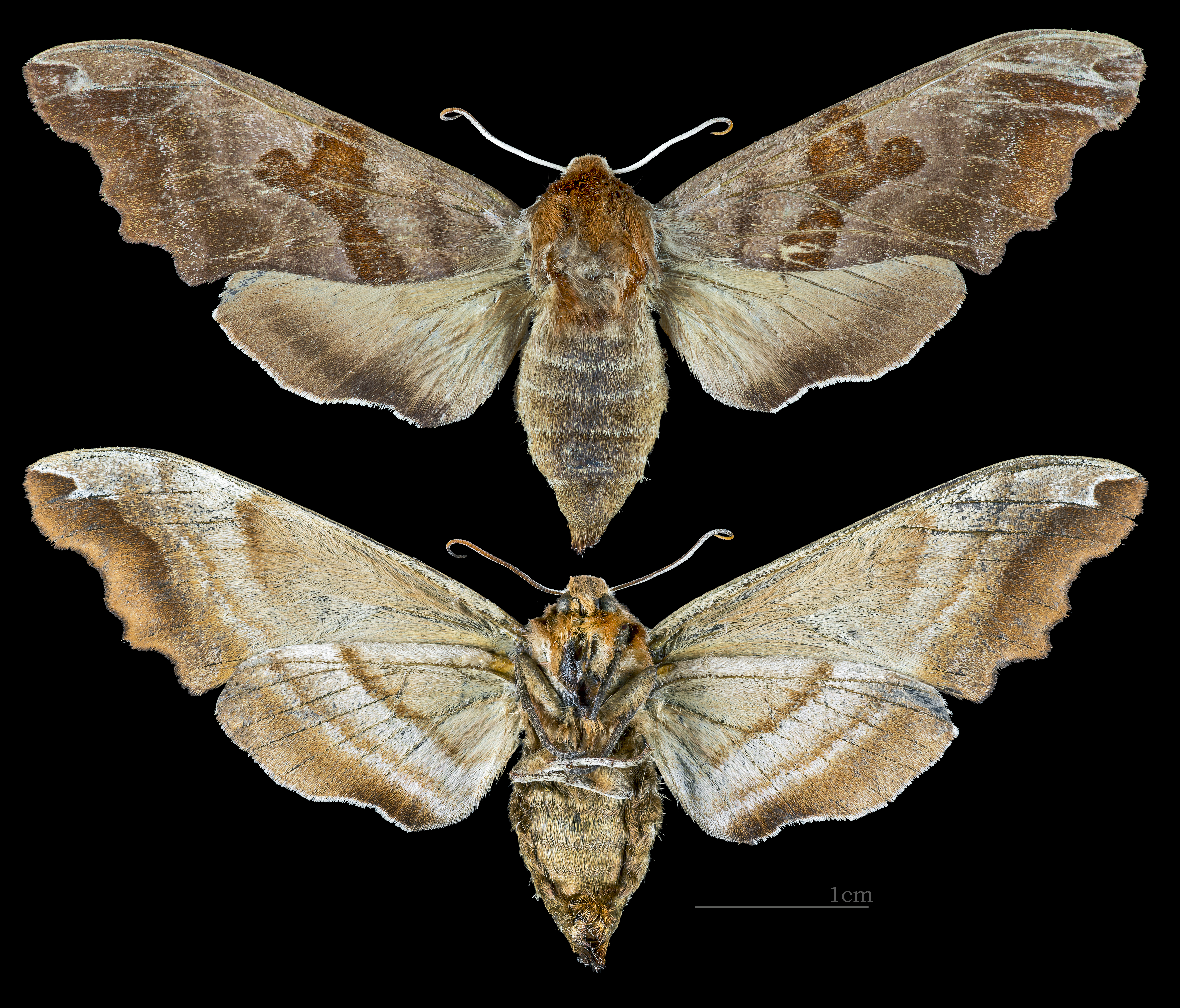
Mimas christophi
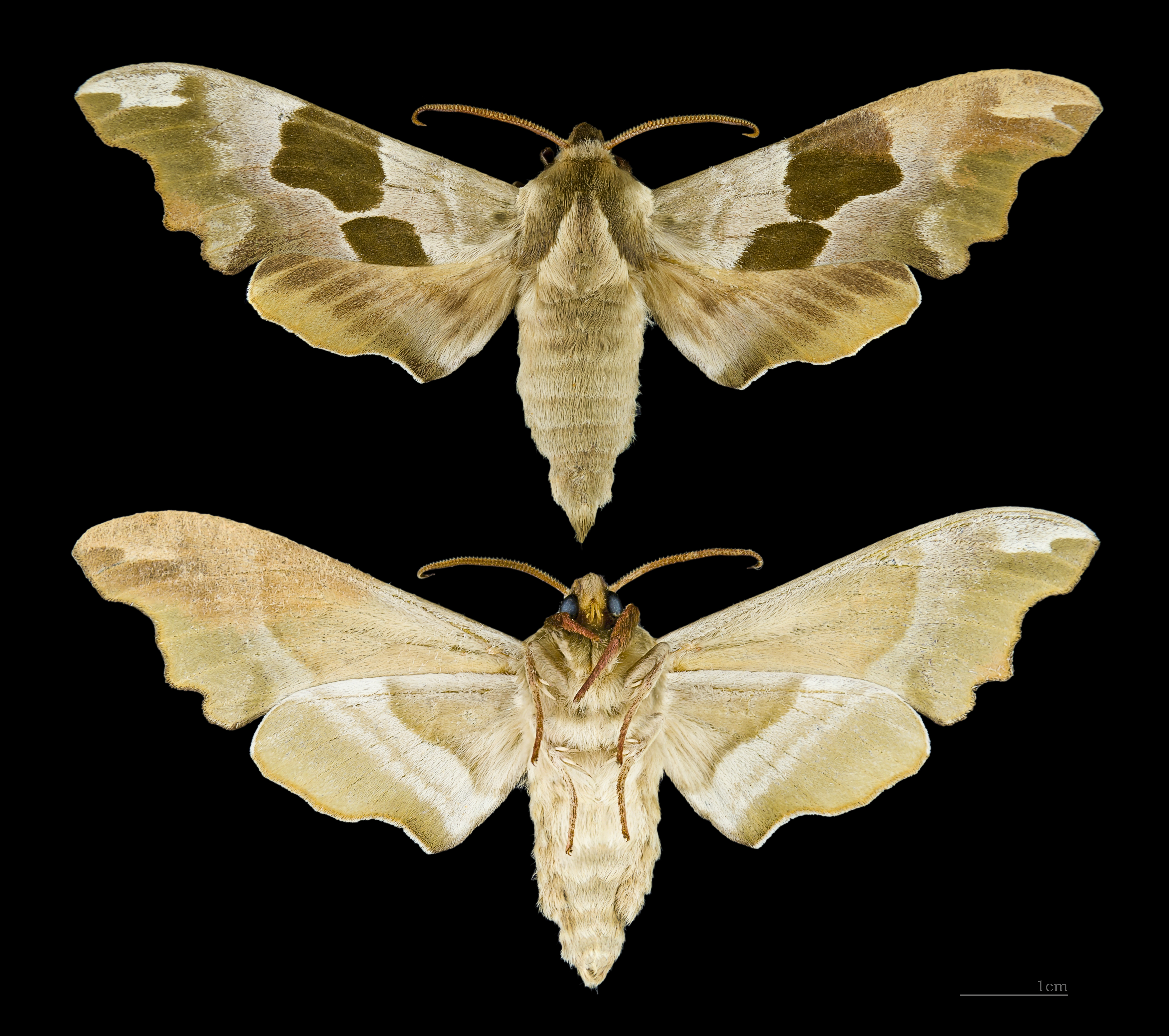
Mimas tiliae

## Hình ảnh

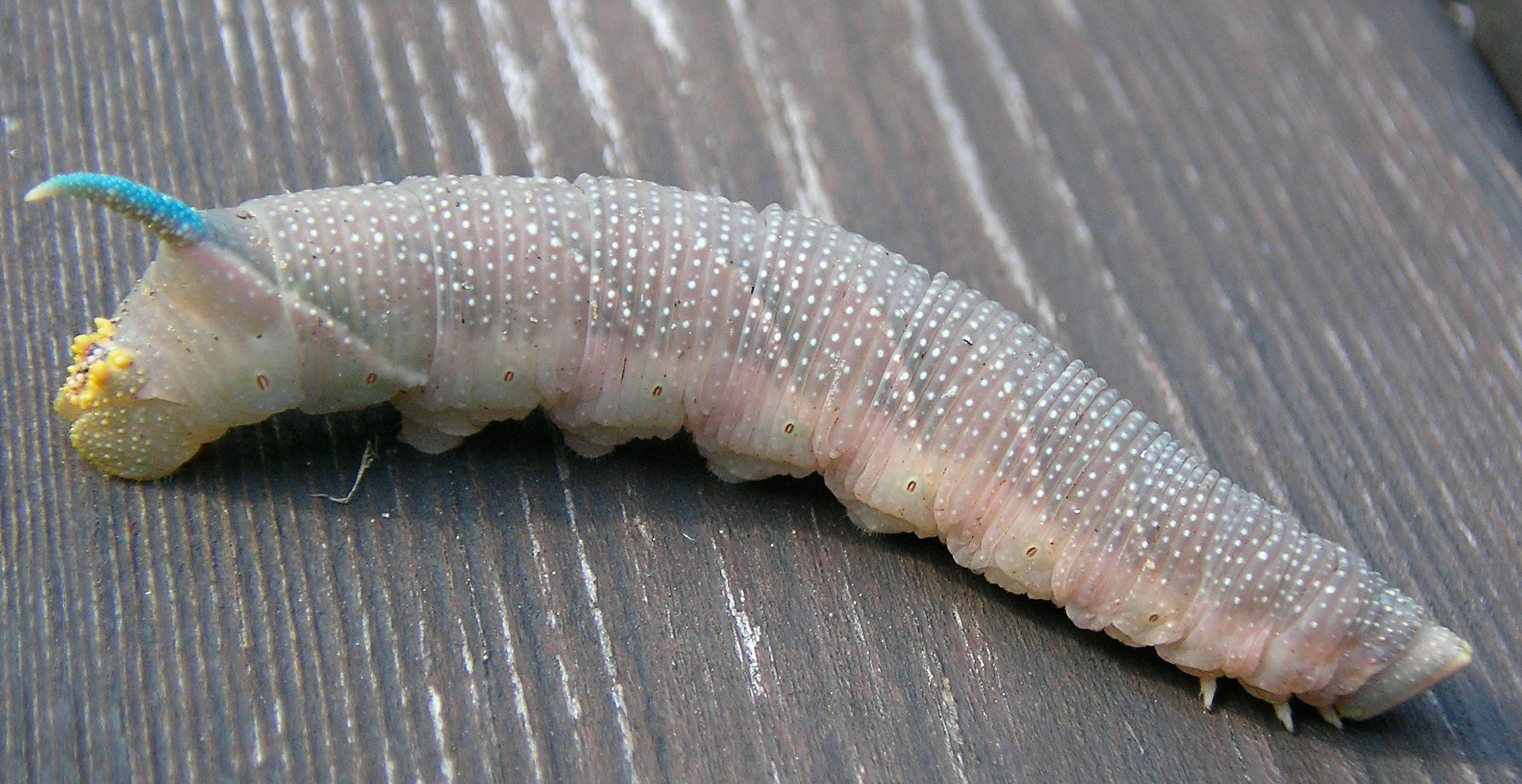
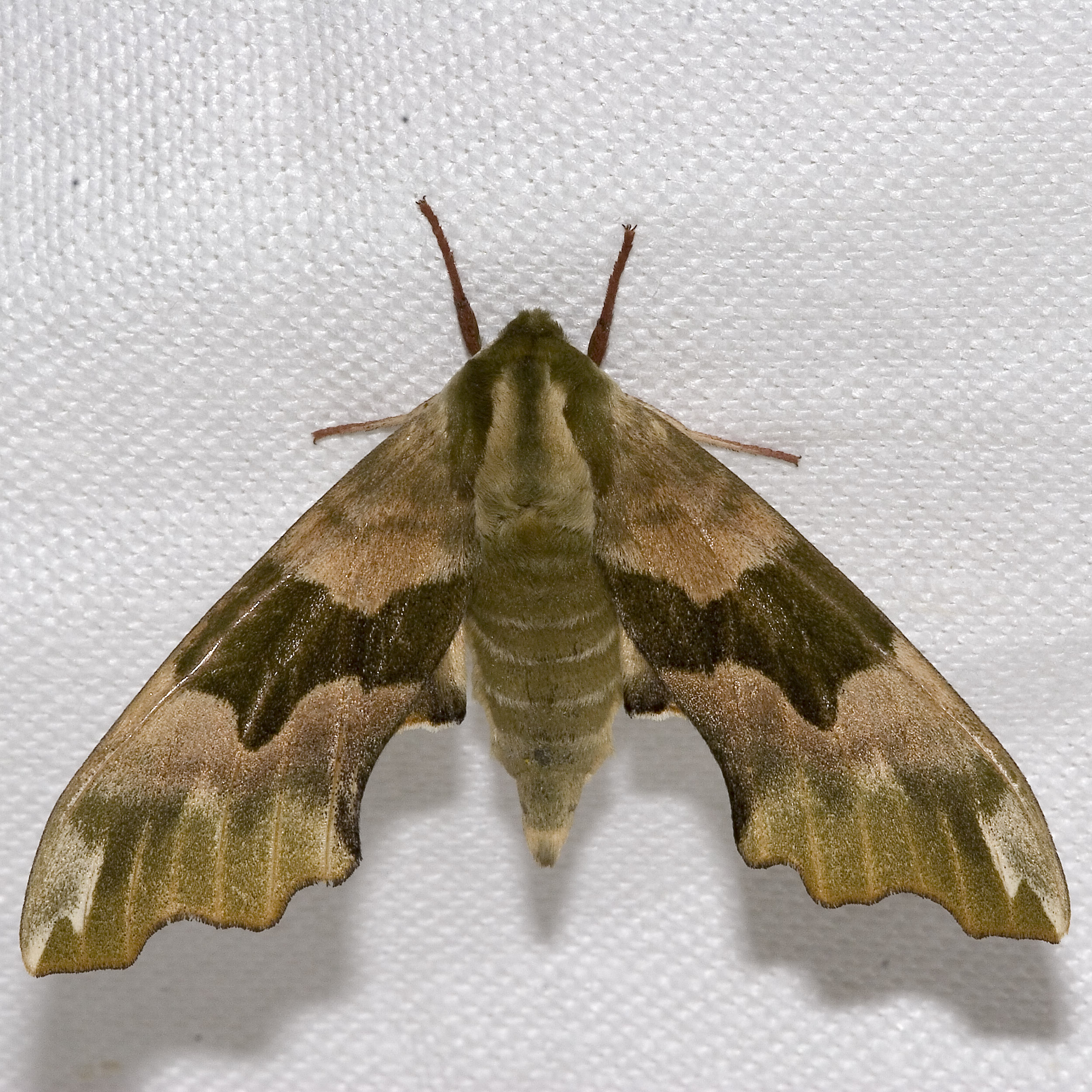
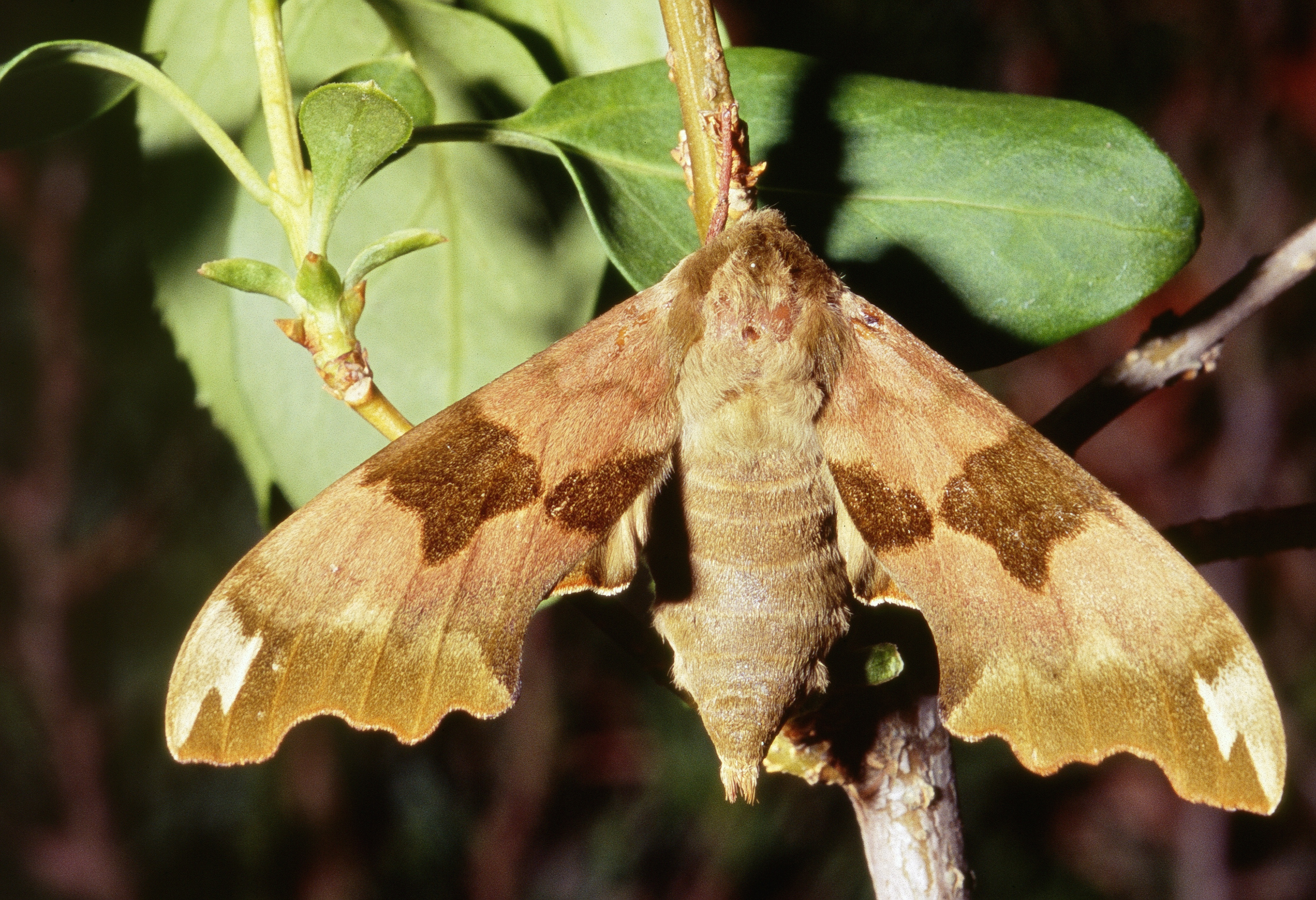